# 和田敏明

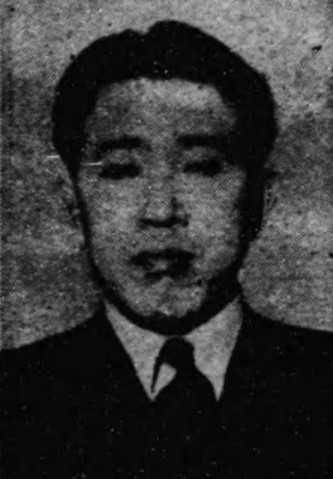
和田敏明

和田 敏明（わだ としあき、1905年（明治38年）4月28日 - 1990年（平成2年）11月21日）は、日本の政治家、衆議院議員（1期）、日本社会党所属。徳島県出身。

## 経歴
1929年（昭和4年）、東京帝国大学政治科卒。東京日日新聞に入り、同社スラバヤ支局長、毎日新聞サイゴン支局長、調査研究部長を経て、北海道日日新聞社取締役主筆となる。1947年（昭和22年）の第23回衆議院議員総選挙（北海道2区・日本社会党公認・20249票獲得）において初当選。1948年（昭和23年）12月23日、衆議院解散（馴れ合い解散）により議員失職。翌1949年（昭和24年）の第24回衆議院議員総選挙で（北海道2区・日本社会党公認・13034票獲得）落選。1950年（昭和25年）10月、日本社会党から除名された。以後、足立梅市らと共に社会党再建全国連絡会結成に参加。1952年（昭和27年）第25回衆議院議員総選挙（東京7区・社会党再建全国連絡会公認・13683票獲得）で落選。1953年（昭和28年）の第26回衆議院議員総選挙（東京7区・社会党再建全国連絡会公認・12410票獲得）でも落選。
その後、1965年（昭和40年)、日ソ交流協会の設立に関与した。株式会社日ソ旅行社（現・ロシア旅行社）の設立を提案した。1987年（昭和62年)、同社社長に就任した。
1990年（平成2年）に死去した。

## 人物
安楽死の批判について、和田は批判者に対し「不要の生命を抹殺するってことは、社会的不要の生命を抹殺ってことはいいんじゃないの。あのナチスのやった虐殺とね、区別しなければ」として安楽死を肯定していた。
チャールズ・マンゲル著作の(死を選ぶ権利―脳神経外科医の安楽死の記録)の翻訳に関わっている。